# Böki
Böki (szlovákul: Chabžany) Lemes község része Szlovákiában, az Eperjesi kerület Eperjesi járásában.

## Fekvése
Eperjestől 17 km-re délre fekszik. Lemes déli végét alkotja a 20-as út mentén.

## Története
1330-ban „Buken” néven említik először. A későbbiekben „Beky”, „Bewky”, „Bwky”, „Buki” alakban szerepel az írott forrásokban.
A 18. század végén Vályi András így ír róla: „BÖKI. Büke, Habzani. Tót falu Sáros Vármegyében, birtokosai Gróf Sztáray, és Pécsy Uraságok, lakosai katolikusok, erdeje szükségekre elég; földgye termékeny, és könnyen miveltetik, réttye, legelője is elég, piatzozása Kassán, Eperjesen nem meszsze, első Osztálybéli.”
Fényes Elek 1851-ben kiadott geográfiai szótárában így ír a faluról: „Böki, (Habsán), tót falu, Sáros vgyében, Eperjeshez délre 2 mfd., a kassai országutban: 314 kath., 6 evang. lak., kath. paroch. templommal, s igen termékeny határral. – A postahivatal Lemesánról ide tétetett által. Nevezetesiti ezen helységet az urasági kastély és ángolkert, a nagy tökéletességre vitt gazdálkodás sok gazdasági erőművel, s hires sajtcsinálással. F. u. Bujanovics Eduard.”
1910-ben 271, túlnyomórészt szlovák lakosa volt. 1920 előtt Sáros vármegye Lemesi járásához tartozott.
1965-ben csatolták Lemeshez.

## Nevezetességei
- 1839-ben épített római katolikus templomát Szent István király tiszteletére szentelték.

## Lásd még
- Lemes